# Masurques sense número d'opus (Chopin)

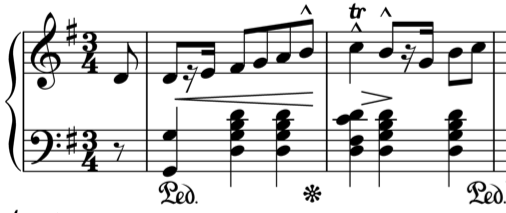
Inici de la "Masurca en sol major, B. 16/1" (edició Breitkopf & Härtel de 1880)

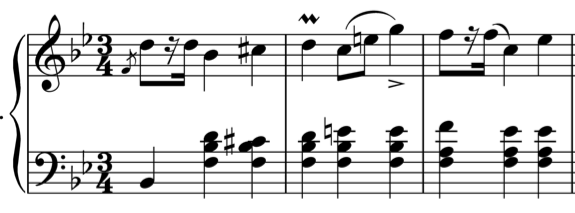
Inici de la "Masurca en si bemoll major, B. 16/2" (edició Breitkopf & Härtel de 1880)

Les Masurques pòstumes sense número d'opus són totes aquelles masurques de Frédéric Chopin que, en general, s'han anat descobrint amb posterioritat a les primeres edicions i que no han arribat a tenir un número d'opus. La majoria són pòstumes, però hi ha alguna excepció publicada en vida de Chopin a Polònia quan el compositor era molt jove. La majoria dels primeres masurques de Chopin van ser publicades pòstumament i, segons Chopin, no estaven destinades a ser impreses. No obstant això, si es va fer amb aquestes dues que aparegueren a Varsòvia en una edició de W. Kolberg, el 1826. Són les dues masurques sense número opus, però amb les catalogacions B. 16 (Brown), KK IIa/2-3 (Kobylańska), i S 1 (Chominski):
- "Masurca en sol major"
- "Masurca en si bemoll major"

N'hi ha sis més descobertes amb posterioritat a la mort de Chopin i que algunes d'elles es van anar publicant molt després de les primeres edicions d'obres pòstumes. Són:
- Masurca en do major (1833; pub. 1870; B. 82; KK IVB/3; P 2/3)
- Masurca en re major (1829; pub. 1875; B 31/71; KK IVa/7; P 1/7)
- Masurca en si bemoll major (1832; pub. 1909; B. 73; KK IVb/1; P 2/1)
- Masurca en re major "Mazurek" (dubtosa, 1820?; pub. 1910; B. 4; KK Anh Ia/1; A 1/1)
- Masurca en la bemoll major (1834; pub. 1930; B. 85; KK IVb/4; P 2/4)
- Masurca en re major (1832; pub.?; P 2/2)

El codi dels catàlegs és: KK (Kobylańska), P, A, S, CT (Chominski) i B (Brown).

## Dues masurques, B. 16
Les masurques de Chopin, generalment, estan numerades fins al 51, però alguns catàlegs recents assignen un determinat nombre a masurques primerenques anteriorment no catalogades. Així, dues masurques van ser identificades només en la catalogació de Maurice Brown, i és l'obra B. 16. Aquestes dues masurques foren publicades el 1826, però Chopin no les havia inclès en la seva llista d'obres, probablement perquè no estava del tot satisfet amb elles.
- Masurca en sol major (B. 16/1).[8]

- Masurca en si bemoll major (B. 16/2).[1]

## Algunes masurques pòstumes sense número d'opus
- Masurca en re major.[9]
- Masurca en si bemoll major.[10]
- Masurca en la bemoll major.[11]